# 독일 축구 리그
독일 축구 리그(DFL Deutsche Fußball Liga GmbH)는 독일의 프로 축구 리그를 운영하는 회사로서 리가페르반트(Die Liga – Fußballverband e.V.)의 자회사이며
독일의 프로 축구 리그인 분데스리가와 2. 분데스리가를 포함한 리가페르반트의 전체적인 영리사업을 맡고 있다. 현재 이사회 의장은 라인하르트 라우발이며 CEO는 도나타 호펜이다. 본부는 프랑크푸르트에 위치하고 있다.

## 같이 보기
- 유럽 프로 축구 리그 협회
- UEFA 계수